# Agirc-Arrco
En France, la retraite complémentaire des salariés de l’agriculture, du commerce, de l’industrie et des services, dite Agirc-Arrco, complète la retraite obligatoire de base, versée par la Caisse nationale d'assurance vieillesse (CNAV) pour le régime général, ou par la Mutualité sociale agricole pour les salariés agricoles.
Les salariés du secteur privé obtiennent des points Agirc-Arrco en contrepartie du versement de cotisations pendant leur vie professionnelle. Le montant de leur pension est le produit du nombre de points acquis par la « valeur de service » du point au moment du départ à la retraite. Ce montant évolue en fonction de la valeur du point fixée chaque année à effet du 1er novembre par les partenaires sociaux.
À l'instar du régime de base, l'Agirc-Arrco fonctionne par répartition.
27 millions d'assurés ont acquis au moins un point Agirc-Arrco au cours de l'année 2023. Au 31 décembre 2023, l'Agirc-Arrco verse une retraite à 14 millions d'assurés.

## Histoire

### 1947: création de l’AGIRC, régime de retraite complémentaire des cadres
Lorsque la Sécurité sociale est créée en 1945, les cadres, qui bénéficient de régimes de retraite mis en place à partir de 1937 par les branches professionnelles et les entreprises, refusent d’être intégrés à l’assurance vieillesse de la Sécurité sociale,.
Les cadres, qui ont créé la Confédération générale des cadres en 1944, organisent en 1946 des grèves générales et des manifestations pour obtenir la reconnaissance de la spécificité de cadre et le maintien des régimes privés existants, jugés plus avantageux.
Les cadres sont finalement affiliés au régime général de la sécurité sociale, mais ils obtiennent le droit de créer un régime de retraite complémentaire. Une « Commission nationale paritaire » composée de représentants du Conseil national du patronat français (CNPF) d’une part, et de trois syndicats de salariés d’autre part, la Confédération générale des cadres (CGC), la Confédération française des travailleurs chrétiens (CFTC) et la Confédération générale du travail (CGT) - se réunit et négocie la mise en place de ce régime complémentaire. Ces négociations aboutissent le 14 mars 1947 à la signature de l’accord créant l’AGIRC : Association générale des institutions de retraite des cadres.
L’accord du 14 mars 1947 est innovant à de nombreux titres :
- il est le premier accord national interprofessionnel signé en France, les accords précédents en matière de retraite étant des accords de branches ou des accords d’entreprises,

- l’AGIRC est un régime par répartition, ce qui marque une rupture avec les dispositifs de retraite d’avant-guerre qui fonctionnaient en capitalisation,
- l’AGIRC est le premier régime de retraite à gestion paritaire. Les représentants du CNPF et les représentants des syndicats de salariés : CGC, CFTC, CGT, rejoints par Force Ouvrière (CGT-FO) en 1948, sont les gestionnaires du régime à la fois au niveau national et au niveau des caisses de retraite,
- il est le premier régime qui complète celui de la Sécurité sociale,
- il est aussi le premier régime de retraite par points.

Grâce à la répartition et à un système de reconstitution des carrières qui permet de valider les périodes antérieures à 1947, l’AGIRC sert les retraites dès sa création. On assiste dès 1947 à une montée en puissance du nombre des bénéficiaires du régime. Au départ créé pour les cadres et les ingénieurs, l’AGIRC est progressivement rejoint par les VRP, les visiteurs médicaux, les dirigeants de sociétés, puis, à partir de 1962, par les agents de maîtrise.
Incidemment, alors qu’il n’existait pas dans le code du travail de définition de « cadre d'entreprise », un critère de l’appartenance à ce statut était, jusqu’en 2018 inclus, la condition pour cotiser à l’Agirc.

### 1948 - 1961: la multiplication des régimes de retraite complémentaire pour les non-cadres et la création de l’ARRCO
Le succès de l’AGIRC et la modicité de la pension de base ont comme conséquence la multiplication des accords de branches et d’entreprises, afin de créer des institutions de retraite complémentaire pour les salariés non-cadres.
Cette création se fait sur le modèle de l’AGIRC : les institutions fonctionnent en répartition et par points. Ce mouvement très rapide se traduit par une profusion d’institutions de retraite - on en comptera jusqu’à 700 en 1956 – et des situations très différentes pour les salariés d’une institution à une autre.
Cette croissance dans le désordre inquiète les partenaires sociaux, qui organisent une remise en ordre.
En 1957, le CNPF, la CFTC et CGT-FO créent l’UNIRS (Union nationale des institutions de retraite des salariés), avec comme objectifs de mutualiser les moyens entre les institutions, d’effectuer une compensation financière entre les institutions et de garantir ainsi la pérennité des retraites.
Le 8 décembre 1961, le Conseil national du patronat français, Force ouvrière et la Confédération française des travailleurs chrétiens signent l’accord créant l’ARRCO : Association des régimes de retraite complémentaire, dont la mission est de coordonner, compenser et assurer la pérennité des régimes de retraite des non-cadres. L’ensemble des régimes ainsi fédérés reste disparate : les valeurs de point et les rendements notamment varient d’un régime à l’autre.

### 1961-1973:  la généralisation de la retraite complémentaire
À partir de 1961, deux événements contribuent à la généralisation de la retraite complémentaire à l’ensemble des salariés :
- la loi dite de généralisation du 9 décembre 1972
La plupart des accords de branche signés par les partenaires sociaux ont été étendus par décret des pouvoirs publics, ce qui les a rendus applicables aux entreprises non adhérentes aux organisations patronales signataires. Mais ce dispositif a laissé de côté environ un million de salariés et 500 000 retraités des secteurs non représentés dans ces organisations patronales : petits commerces, hôtellerie, entreprises de travail temporaire, professions libérales, associations…
À la demande des partenaires sociaux, la loi de généralisation de la retraite complémentaire à tous les salariés est ainsi adoptée en décembre 1972. Elle oblige les entreprises à affilier à un régime de retraite complémentaire tous les salariés qui relèvent du régime général de la Sécurité sociale ou de la Mutualité sociale agricole pour leur retraite de base.
- les accords du 6 juin 1973
Par ces accords, les partenaires sociaux décident que les cadres qui cotisent à l’AGIRC sur la tranche 2 de leur salaire, c’est-à-dire au-delà du plafond de la Sécurité sociale, cotiseront désormais aussi à l’ARRCO, sur leur salaire jusqu’au plafond de la Sécurité sociale. Les cadres acquièrent ainsi une retraite ARRCO, ce qui relève le niveau de vie des retraités.

### 1980 à 2000: les faits marquants
1982 : l’abaissement de l’âge de la retraite à 60 ans
En 1982, les pouvoirs publics abaissent l’âge de la retraite de 65 à 60 ans pour les personnes qui ont une carrière complète de 37,5 années dans le régime général et les régimes alignés (artisans, commerçants). Dans les régimes complémentaires AGIRC et ARRCO, l’âge de départ à la retraite reste fixé à 65, 66 ou 67 ans, en fonction de l’année de naissance. Les partenaires sociaux gestionnaires de l’AGIRC et de l’ARRCO signent avec l’Etat une convention financière et créent en 1983 une structure spécifique : l’Association pour la structure financière (ASF), afin de financer le surcoût que représente pour l’AGIRC et l’ARRCO le versement de la retraite à 60 ans.
Ce dispositif, devenu en 2001 l’Association pour la gestion du fonds de financement de l’AGIRC et de l’ARRCO (AGFF), a été en vigueur jusqu’au 31 décembre 2018.
Au 1er janvier 2019, lors de la mise en place du régime unique Agirc-Arrco, la cotisation AGFF a été supprimée et remplacée par la contribution d’équilibre général (CEG).
La réforme des retraites de 1993
Pour la première fois, les règles du régime général et des régimes alignés, qui avaient jusqu’alors toujours été réformés dans le sens d’une amélioration des pensions, sont modifiées dans le but de diminuer le niveau relatif des pensions et de repousser l’âge de départ.
Le calcul du montant de la retraite, effectué depuis 1972 sur les 10 meilleures années de la carrière, passe progressivement aux 25 meilleures années. La condition des 37,5 années d’assurance pour partir sans abattement est portée progressivement à 40 années. L’indexation des pensions sur les prix et non plus sur les salaires est pérennisée.
Les Accords AGIRC et ARRCO des années 1990
En 1993, un accord ARRCO prévoit le passage progressif du taux de cotisation obligatoire de 4 % à 6 %.
En 1994, l’AGIRC gèle la revalorisation du point de retraite.
En 1996, les accords AGIRC et ARRCO diminuent le nombre de points attribués chaque année de 1996 à 2000 par rapport à l’évolution des salaires.
1999 : l’unification des 44 régimes ARRCO en un seul
En 1999, l’ARRCO passe d’une organisation en 44 régimes à un régime unique avec 83 institutions adhérentes, avec pour conséquences la mise en œuvre d’une réglementation unique, d’une seule valeur d’achat et d’une seule valeur de service du point. L’ARRCO devient « l’Association pour le régime de retraite complémentaire des salariés ».
Le droit de l'Union européenne sépare les régimes complémentaires qui échappent à la libre concurrence et les sociétés d’assurances qui sont dans une situation de concurrence, ce qui permet en France la constitution des groupes paritaires de protection sociale.

### Les années 2000-2025
La poursuite des réformes
Les réformes des retraites de 2003 et de 2008 étendent et prolongent celle de 1993. Elles l’étendent en appliquant aux fonctions publiques (2003) puis aux régimes spéciaux (2008) l’allongement de la durée d’assurance nécessaire pour l’obtention de la retraite sans abattement. Elles la prolongent en portant cette durée de 40 ans en 2008 à 41 ans en 2012, et en posant le principe d’un allongement de la durée d’assurance en fonction de l’évolution de l’espérance de vie.
Agirc-Arrco : la recherche de l’équilibre financier
Après 15 années d’équilibre des comptes, entre 1993 et 2008, l’AGIRC et l’ARRCO connaissent une période de déficit à partir de 2009 : le montant des pensions versées est supérieur à celui des cotisations recouvrées et les régimes sont obligés de puiser dans leurs réserves pour rester à l’équilibre. Sans réforme, l’épuisement des réserves était prévu en 2017 pour l’AGIRC et en 2027 pour l’ARRCO.
Les partenaires sociaux recherchent les moyens d’un retour à l’équilibre et signent le 30 octobre 2015 un accord qui prévoit deux types de mesures :
- la création au 1er janvier 2019 d’un régime unifié Agirc-Arrco reprenant l’ensemble des droits et obligations de l’AGIRC et de l’ARRCO,
- un plan d’économies de gestion, grâce notamment à la mutualisation des services et des structures de deux régimes et à la centralisation du système d’information.

Les mesures des années 2016 et 2019
Les mesures décidées par les partenaires sociaux permettent progressivement le redressement des comptes :
- une moindre revalorisation des retraites complémentaires pendant trois ans (2016-2018),
- une augmentation du prix d’achat du point pendant trois ans (2016-2018),
- un taux d’appel des cotisations qui passe de 125 % à 127 % en 2019 : pour 127 € cotisés à partir de 2019, seuls 100 € sont pris en compte pour le calcul de la retraite complémentaire ;
- la mise en œuvre, à partir du 1er janvier 2019, d’un dispositif de majoration/minoration pour les générations nées à partir de 1957, qui a pour effet d’inciter à travailler plus longtemps, pour ne pas subir de diminution de leur retraite complémentaire ou au contraire pour bénéficier d’une majoration.

Le régime unifié Agirc-Arrco et le retour à l’équilibre des comptes
Entre 2014 et 2018, le déficit des régimes est progressivement réduit et, en 2019, le régime unifié Agirc-Arrco revient à un quasi-équilibre.
Après avoir connu un déficit exceptionnel en 2020 lié aux conséquences économiques de la crise sanitaire, l’Agirc-Arrco retrouve un résultat global excédentaire de 2,6 milliards d’euros pour l’exercice 2021, de 5,1 milliards d'euros en 2022, de 6 milliards en 2023 et de 4,6 milliards en 2024.
En octobre 2023, après avoir un temps envisagé de ponctionner un à trois milliards d'euros par an sur les recettes nouvelles de l'Agirc-Arrco générées par la réforme des retraites dans le but de compenser le déficit des autres régimes de retraite, le gouvernement renonce finalement à introduire cette ponction dans les textes budgétaires dans l'attente d'un accord avec les partenaires sociaux.

## Organisation
Les régimes de retraite complémentaire des salariés sont institués par des accords nationaux interprofessionnels étendus et élargis par la loi. Ils sont donc gérés par les partenaires sociaux, et non par l’État. Toutefois, étant obligatoires, ils font partie, d’un point de vue comptable, des administrations de sécurité sociale.

### Fédération d'institutions de retraite complémentaire
La fédération Agirc-Arrco est une personne morale de droit privé à but non lucratif et remplissant une mission d'intérêt général, administrée paritairement par des membres adhérents et des membres participants
La fédération a pour mission de :
- fédérer les institutions de retraite membres qui mettent en œuvre le régime de retraite complémentaire Agirc-Arrco,
- mettre en œuvre l’Accord national interprofessionnel du 17 novembre 2017 pour le régime Agirc-Arrco ainsi que les décisions des partenaires sociaux,
- contrôler les institutions de retraite et réaliser les compensations financières entre elles,
- fixer des objectifs de gestion et de service aux institutions,
- réaliser des études et projections pour les partenaires sociaux qui alimentent leurs réflexions lors des différentes phases de négociations,
- piloter et coordonner les grands chantiers et les actions visant à améliorer la gestion et le service aux entreprises, aux salariés et retraités de la retraite complémentaire.

### Institutions de retraite complémentaire
Les institutions de retraite complémentaire (IRC) sont des personnes morales de droit privé à but non lucratif et remplissant une mission d'intérêt général, administrées paritairement par des membres adhérents (les entreprises adhérents à l’institution) et des membres participants (salariés des entreprises adhérentes).
Au 1er janvier 2023, la gestion des retraites est assurée par 12 IRC, réparties entre douze groupes paritaires de protection sociale (GPS) et deux institutions isolées. Les GPS sont : AG2R La Mondiale, Apicil, Malakoff Humanis, Ircem, Klesia et Alliance Professionnelle (Agrica, Audiens, B2V, IRP Auto, Lourmel, PRO BTP).

### Réseau conseil retraite
Pour mener toutes ses missions, l’Agirc-Arrco s’appuie sur un réseau de :
- 12 caisses de retraite complémentaire,
- 600 lieux d’accueil sur tout le territoire métropolitain et dans les départements d’outre-mer (agences conseil retraite Agirc-Arrco),
- des centres d’appels, de gestion et de traitement des courriers.

## Assiettes et taux de cotisations
Depuis la fusion de l’AGIRC et de l’ARRCO au 1er janvier 2019, tous les salariés cotisent au régime Agirc-Arrco dans des conditions similaires, qu’ils soient cadres ou non-cadres.
Les salariés et leurs employeurs cotisent ainsi sur le salaire brut, plafonné à huit fois le plafond de la Sécurité sociale (PSS) :
- La tranche 1 concerne la partie du salaire limitée au PSS.
- La tranche 2 concerne la partie du salaire entre 1 et 8 fois le PSS[28].

Le taux de cotisation diffère suivant les tranches :
|                                                                          | Taux de calcul des points à la charge du salarié et de l’employeur, applicable depuis le 1er janvier 2019, |
| Tranche 1 : Salaire jusqu’au plafond de la Sécurité sociale              | 6,20 % |
| Tranche 2 : Salaire compris entre 1 et 8 plafonds de la Sécurité sociale | 17,00 % |

Ces cotisations contractuelles 6,20 % et 17 % sont majorées par l’application d’un « taux d’appel » de 127 % pour équilibrer le régime de retraite complémentaire.
Certaines dispositions conventionnelles ou accords d’entreprises peuvent prévoir des taux de cotisations supérieurs.
En général, les cotisations sont réparties à hauteur de 60 % pour l’employeur et 40 % pour le salarié.
Au taux de cotisation, s’ajoutent : la contribution d’équilibre général (CEG) et la contribution d’équilibre technique (CET). La fraction supplémentaire des cotisations générées par l’application de la contribution d’équilibre général (CEG) et la contribution d’équilibre technique (CET) servent à l’équilibre du régime et à la solidarité et ne génèrent pas de points. La CEG s'applique sur la tranche 1 et la tranche 2. La CET s’applique sur la tranche 1 et la tranche 2 pour tout salarié dont la rémunération dépasse le plafond de la Sécurité sociale.
|                                                                          | Taux de cotisation applicable depuis le 1er janvier 2019 |           |         |
|                                                                          | Salarié                                                  | Employeur | Total   |
| Tranche 1 : Salaire jusqu’au plafond de la Sécurité sociale              | 3,15 %                                                   | 4,72 %    | 7,87 %  |
| CEG                                                                      | 0,86 %                                                   | 1,29 %    | 2,15 %  |
| CET                                                                      | 0,14 %                                                   | 0,21 %    | 0,35 %  |
| Tranche 2 : Salaire compris entre 1 et 8 plafonds de la Sécurité sociale | 8,64 %                                                   | 12,95 %   | 21,59 % |

L'employeur est responsable du versement des cotisations auprès des caisses de retraite complémentaire.

## Calcul des points
Le nombre de points acquis dans une année est obtenu en multipliant le salaire brut soumis à cotisations par le taux de calcul des points et en divisant par le prix d’achat du point. Le calcul est fait pour la tranche 1 et pour la tranche 2 puisque les taux sont différents.
Le prix d'achat d'un point de retraite Agirc-Arrco, aussi appelé le « salaire de référence », a été fixé pour 2025 à 20,1877 €.
Outre les points acquis par cotisations, les salariés qui se trouvent en incapacité de travail (maternité, maladie, accident du travail ou maladie professionnelle, invalidité) ou privés de leur emploi (chômage total ou partiel) peuvent obtenir des droits sans contrepartie du versement personnel de cotisations.
Certaines conditions sont à remplir, notamment de percevoir des prestations de la Sécurité sociale (indemnités journalières de maladie, de maternité, pension d’invalidité…) ou des allocations de chômage de France Travail.

## Retraites complémentaire à taux plein
Les conditions pour obtenir sa retraite complémentaire à taux plein sont :

### Cessation de l'activité
L’obtention de la retraite complémentaire Agirc-Arrco est subordonnée à la cessation de toute activité professionnelle, salariée ou non salariée.
Des exceptions à ce principe existent toutefois : 
- en cas de retraite progressive ;
- selon la nature de l’activité (artistes, assistantes maternelles, gardiens d’immeubles…) ou compte tenu du temps de travail réduit ou de la faible rémunération. Réf : article L. 161-22 du code de la sécurité sociale ;
- en cas de dérogation accordée par le régime de base des travailleurs non-salariés ;
- pour une activité à l’étranger.

La reprise d’une activité après le point de départ de la retraite Agirc-Arrco est possible, mais peut être soumise à une condition de ressources. Le cumul emploi retraite n’est toutefois pas limité, pour les personnes ayant atteint l’âge légal de départ à la retraite et  qui ont obtenu toutes leurs retraites à taux plein. Par décision des partenaires sociaux du 22 novembre 2023, le cumul emploi retraite intégral permet d’acquérir des points à compter du 1er janvier 2023. Une seconde retraite pourra ainsi être versée lorsque le salarié cessera sa nouvelle activité et en demandera l’obtention.

### Avoir atteint un âge minimum
Les règles en matière d’âge de la retraite sont les mêmes que pour le régime général de la Sécurité sociale. Si la retraite de base est attribuée à taux plein, il en sera de même pour l’allocation Agirc-Arrco :
- à 67 ans (âge automatique du taux plein au régime de base, quel que soit le nombre de trimestres de la carrière) ;
- à l’âge légal et le nombre de trimestres requis pour sa génération (169 pour les personnes nées en 1962, 170 pour celles nées en 1963 et 171 pour celles nées en 1964 par exemple) ;
- à 62 ans si reconnu inapte au travail ;
- avant l’âge légal de départ à la retraite pour certaines catégories :
  - titulaires de la retraite anticipée pour carrière longue (début de carrière jeune et nombre de trimestres minimum),
  - retraite attribuée au titre du handicap (55 ans au plus tôt),
  - travailleurs ayant été exposés à l’amiante,

À défaut d’avoir obtenu sa pension de base à taux plein, la retraite complémentaire Agirc-Arrco peut être attribuée, au plus tôt à 57 ans, mais elle sera calculée avec un abattement définitif, fonction de l’âge atteint au moment de la liquidation.

## Calcul et versement de la retraite
Le montant de la retraite brute annuelle est obtenu en multipliant le nombre de points acquis dans toute la carrière (points cotisés, points pour les périodes de maternité, de maladie, d’invalidité, de chômage total ou partiel…) par la valeur de service du point (1,438 6 € puis le 1er novembre 2024).
Pour obtenir la retraite nette versée, ce montant est :
- augmenté :
  - des éventuelles majorations : majoration pour enfant à charge (temporaire), majoration pour 3 enfants au moins nés ou élevés (définitive),

- diminué :
  - du coefficient d’abattement (définitif) pour les personnes prenant leur retraite avant 67 ans sans remplir les conditions de la retraite de base à taux plein,
  - des prélèvements obligatoires (CSG, CRDS…) et du prélèvement à la source de l’impôt sur le revenu, selon les indications données par l’administration fiscale.

Le montant de la retraite ainsi calculé est versé mensuellement d’avance (« terme à échoir ») : au début de chaque mois pour le mois à venir. Les retraites de petits montants sont toutefois versées une fois par an (de 100 à 200 points), voire sous forme d’un capital unique lorsque leur montant ne dépasse pas la valeur de 100 points.

## Historique des valeurs de point
| Année             | Arrco  | Agirc  | Agirc-Arrco |
| ----------------- | ------ | ------ | ----------- |
| 1er janvier 2000  | 1,0090 | 0,3596 |             |
| 1er avril 2000    | 1,0171 | 0,3596 |             |
| 1er avril 2001    | 1,0364 | 0,3678 |             |
| 1er avril 2002    | 1,0530 | 0,3737 |             |
| 1er avril 2003    | 1,0698 | 0,3796 |             |
| 1er avril 2004    | 1,0886 | 0,3862 |             |
| 1er avril 2005    | 1,1104 | 0,3940 |             |
| 1er avril 2006    | 1,1287 | 0,4005 |             |
| 1er avril 2007    | 1,1480 | 0,4073 |             |
| 1er avril 2008    | 1,1648 | 0,4132 |             |
| 1er avril 2009    | 1,1799 | 0,4186 |             |
| 1er avril 2010    | 1,1884 | 0,4216 |             |
| 1er avril 2011    | 1,2135 | 0,4233 |             |
| 1er avril 2012    | 1,2414 | 0,4330 |             |
| 1er avril 2013    | 1,2513 | 0,4352 |             |
| 1er avril 2014    | 1,2513 | 0,4352 |             |
| 1er avril 2015    | 1,2513 | 0,4352 |             |
| 1er novembre 2016 | 1,2513 | 0,4352 |             |
| 1er novembre 2017 | 1,2513 | 0,4352 |             |
| 1er novembre 2018 | 1,2588 | 0,4378 |             |
| 1er janvier 2019  |        |        | 1,2588      |
| 1er novembre 2019 |        |        | 1,2714      |
| 1er novembre 2021 |        |        | 1,2841      |
| 1er novembre 2022 |        |        | 1,3498      |
| 1er novembre 2023 |        |        | 1,4159      |
| 1er novembre 2024 |        |        | 1,4386      |